# Scotoecus pallidus
Scotoecus pallidus (Dobson, 1876) è un Pipistrello della famiglia dei Vespertilionidi diffuso nell'Asia meridionale.

## Descrizione

### Dimensioni
Pipistrello di piccole dimensioni, con la lunghezza della testa e del corpo tra 50 e 58 mm, la lunghezza dell'avambraccio tra 34,1 e 37,3 mm, la lunghezza della coda tra 34 e 41 mm, la lunghezza del piede tra 6 e 10 mm e la lunghezza delle orecchie tra 12 e 15 mm.

### Aspetto
La pelliccia è fine e setosa. Le parti dorsali sono castane chiare, mentre le parti ventrali sono giallo-brunastre. La base dei peli è ovunque chiara. Il muso è corto e largo, con una massa ghiandolare posta su ogni lato tra gli occhi e le narici. Le orecchie sono corte, arrotondate, con il margine anteriore leggermente convesso e quello posteriore concavo alla base e diritto verso l'estremità. L'antitrago è arrotondato. Il trago è lungo, con l'estremità arrotondata e con un piccolo lobo triangolare alla base. Le ali sono attaccate posteriormente alla base delle dita dei piedi. La coda è lunga e si estende con l'ultima vertebra oltre l'ampio uropatagio. Il calcar è delicato e con una carenatura lunga e sottile.

## Biologia

### Comportamento
Si rifugia nei crepacci e nelle fessure di edifici abbandonati e nelle cavità degli alberi.

### Alimentazione
Si nutre di insetti.

## Distribuzione e habitat
Questa specie è diffusa negli stati indiani del Bihar, Himachal Pradesh, Jharkhand, Uttar Pradesh e West Bengal; nelle province pakistane del Punjab e del Sind.
Vive nelle foreste spinose tropicale e nelle aree urbane tra 46 e 2.500 metri di altitudine,

## Conservazione
La IUCN Red List, considerato il vasto areale, la tolleranza alle modifiche ambientali e la popolazione presumibilmente numerosa, classifica S.pallidus come specie a rischio minimo (Least Concern)).